# Guarilihue Bajo
Guarilihue Bajo o solo Guarilihue (del mapudungún: huagühl liwen ‘clarecer de la garganta’) es una localidad de la comuna de Coelemu, ubicada en la Provincia de Itata, de la Región de Ñuble, Chile. Según el censo del año 2002 tiene una población de 744 habitantes, de los cuales 407 corresponden a hombres y 337 corresponden a mujeres distribuidos en 235 casas dando un saldo de 3,16 personas por vivienda.

## Historia
Los primeros datos que dan historiadores de la zona dicen que Guarilihue (Bajo, centro y alto) a la llegada de los conquistadores españoles no estaban habitadas por ninguna tribu indígena, aunque desde el río Itata bajaban los de una misteriosa tribu liderada por un Lonco llamado Guari, pero se encontraron algunas chozas tipo ruca que habían sido utilizadas para algún beneficio agrícola o ganadero de alguna tribu indígena mapuche o los del Lonko Guari que estaban asentadas más al sur de esta zona, pero solo como cobijo o para pernoctar. Los españoles siguieron al sur, dejando algunos hombres que armados salieron a inspeccionar el terreno, se adentraron 'hacia arriba' viendo los característicos cerros color marrón y un río no muy caudaloso que estimaron bueno para pastoreo u actividad agrícola, aquí se funda la tradición histórica de la vitivinicultura de Guarilihue, de la mano de los conquistadores venidos desde España. Ellos siguieron senderos diminutos adentrándose hasta el sector conocido como Rafael, que tampoco estaba poblado.
En el periodo colonial los senderos fueron modificados a caminos rurales, pero sin mucho tránsito, pasaron muchas décadas vacíos sin establecimiento firme de habitantes, hasta que según cuenta la versión popular, unos sacerdotes jesuitas y algunos vecinos más soldados españoles venidos huyendo de la zona límite de la guerra de Arauco llegaron al lugar, tras reponer fuerzas y víveres retomaron camino hacia la zona central de Chile, y fueron ellos que posteriormente dan aviso al cabildo de estas 'tierras sin dueño', que pasan a ser del Rey de España administradas por la orden religiosa de los jesuitas hasta su expulsión.[cita requerida] Al paso de los años se instalan las primeras familias españolas en Guarilihue.

### Tierra de bandidos
Comenzando el periodo de la Guerra de Independencia de Chile, estos senderos fueron utilizados por todos los bandos en conflicto, creando una zona de tránsito de tropas desde el Real Ejército Español hasta los forajidos que en estos cerros se refugiaron, huyendo de la justicia, es el caso del famoso bandido llamado "José Miguel Neira", y que como era pariente en algún grado de los 'Riva de Neyra', hizo suyo todo este sector, por tener la venia discreta de esa Familia que era principal en el sector, donde realizó todo tipo de acciones al límite y otras fuera de la justicia. Según un libro de su biografía, los 'de Neira' de Guarilihue son sus parientes, existe un Vino en su honor. Otro bandido de la zona fue el Quirihuano Vicente Benavides Llanos, se dice que los  Hermanos Pincheira y su montonera también pasaron por Guarilihue, lo que nos dice que era una ruta con bastante historia sobre todo en ese periodo, probablemente un par de familias de campesinos descienden de los soldados españoles abandonados a su suerte tras la guerra de la Independencia de Chile.

## Economía

### Ruta del Vino
Los españoles y criollos comerciantes que pasaban por la zona venidos desde Talca, Cauquenes, etc. son quienes mediante el comercio y trueques con esas familias asentadas, intercambiaban las cepas de Vino que se encuentran hasta el día de hoy en Guarilihue, según información de la época, fue la 'Familia Valenzuela' de comerciantes oriundos de San Fernando o Marchigüe que apostaron por incentivar a los vecinos del sector a sembrar el tipo de cepa que era común de la Uva Chilena del siglo XIX, más tarde aparecen otras cepas traídas también por intercambio mercantil que han hecho de esta zona un buen lugar para catar buenos vinos, con equivalente en turismo y tradiciones Folclóricas. En la década de los años 70 un vecino de Guarilihue llamado 'Óscar Valenzuela Mella' fue el primero de la zona en mostrar internacionalmente un Vino producido y elaborado en esta zona por la Familia de don 'Enrique Castillo Neira', en un viaje a Tacna, Perú, junto a sus hijos y sobrinos, en el Hotel de la ciudad. En la actualidad varias familias se resisten a abandonar sus tradiciones y viñedos, ante el bajo precio de la uva y la intervención forestal, comercializan sus vinos principalmente en Concepción, Coelemu y Chillán. Las principales cepas de uva en Guarilihue son Cinsault, Pinot Noir, Cabernet Sauvignon, Moscatel de Alejandría entre otros que perduran desde la Conquista Española de Chile e inmigraciones Francesas posteriores.

### Forestales
Hoy existen a lo largo y ancho de Guarilihue varias bodegas de vinos familiares en la zona, de variadas cepas y siempre buena calidad a exportar, los cerros están color marrón en otoño invierno, con la llegada de la primavera verano al punto del desarrollo de la tradicional vendimia es cuando los cerros dan un maravilloso color verde al visitante que poco a poco comienza a ser opacado con la demanda nacional de producción de celulosa, así ha comenzado en Guarilihue desde los años 90 también la forestación en miles de hectáreas de Pino y Eucaliptus, para las forestales, aserraderos, y privados de ese rubro.

## Transporte
Guarilihue Bajo tiene buses con destino a Concepción y Coelemu.
Antiguamente pasaba el ferrocarril, pero ya no está operativo.